# Montégut (Landes)
Montégut è un comune francese di 72 abitanti situato nel dipartimento delle Landes nella regione della Nuova Aquitania.

## Società

### Evoluzione demografica
Abitanti censiti